# زقين شفوي
زقين شفوي (الاسم العلمي:Diascia unilabiata) هو نوع من النباتات يتبع جنس الزقين من الفصيلة الغدبية.